# Kristina Gentile Mandala
Christina Gentile Mandala (Piana degli Albanesi, 1856 - 1916) junto a  Dora d'Istria fue una de las primeras escritoras de la historia albanesa. También fue coleccionista de cuentos de hadas  arbëreshë.

## Biografía
Nació en el pueblo de Piana degli Albanesi en el seno de una familia ítaloalbanesa, denominada arbëreshë, descendientes directos de la población albanesa que se instaló en el sur de la península itálica en los siglos XV y XVI. Fue educada en el Sr. Mary's College donde se interesó especialmente por los trabajos de los folcloristas del renacimiento albanés Girolamo de Rada y Dimitri Kamarda que vivían y trabajaban en Italia. Kristina recopiló cuentos de Arbëresh que dejó recopilados en un manuscrito y poemas publicados en las revistas de la época, entre ellas en el periódico  Flamuri i Arbërit (Bandera de los Arbërs).
Su trabajo fue rescatado por el investigador Nasho Jorgaqi.
Otras escritoras arbëreshë de la época fueron Mariantonia Braile (1894-1917) y Emrinia Tuttolomondo.

## Obra
Es autora de dos colecciones de poesía:
- Pughare (1887)
- Fatmeni (1887)